# Curtonotum maculiventre
Curtonotum maculiventre är en tvåvingeart som först beskrevs av Günther Enderlein 1917.  Curtonotum maculiventre ingår i släktet Curtonotum och familjen Curtonotidae.
Artens utbredningsområde är Eritrea. Inga underarter finns listade i Catalogue of Life.